# 大口美鱥
大口美鱥（學名：Nocomis platyrhynchus）為輻鰭魚綱鯉形目鲤科美鱥屬的其中一種，該物種分布於北美洲美國東部，本魚體呈圓柱形，頭尖，吻近端位，背部或頂部的鱗片棕色色素，腹側或魚底部的鱗片缺乏色素，外觀呈白色，背鰭軟條8枚、腹鰭條8枚、臀鰭條7枚和14-17胸鰭條，體長可達21.4公分，棲息在礫石底質、水質清澈的溪流中底層水域，生活習性不明。